# Admire
Admire est une ville du Kansas, au centre des États-Unis. Elle se trouve dans le comté de Lyon. En 2010, sa population était de 156 habitants.

## Démographie
Selon le Bureau du recensement des États-Unis, en 2000, le revenu moyen par ménage de la ville étaient de 40 250 $ et le revenu moyen par famille était de 47 250 $. Les hommes avaient un revenu médian de 26 406 $, comparativement à 18 750 $ pour les femmes. Le revenu par tête de la ville était de 15 666 $. Environ 4,4 % de la population vit en dessous du seuil de pauvreté.